# Milan (Georgia)
Milan es un pueblo ubicado en el condado de Candler en el estado estadounidense de Georgia. En el censo de 2000, su población era de 1012.

## Demografía
En el 2000 la renta per cápita promedia del hogar era de $25 461, y el ingreso promedio para una familia era de $33 438. El ingreso per cápita para la localidad era de $12 451. Los hombres tenían un ingreso per cápita de $28 750 contra $18 750 para las mujeres.

## Geografía
Milan se encuentra ubicado en las coordenadas 32°1′13″N 83°3′51″O / 32.02028, -83.06417 (32.020195, -83.064091). Según la Oficina del Censo, la localidad tiene un área total de 8,1 km² (3,1 mi²), de la cual 8,1 km² (3,1 mi²) es tierra y 0 km² (0 mi²) (0.00 %) es agua.